# 2014年冬季奧林匹克運動會喬治亞代表團
2014年冬季奧林匹克運動會喬治亞代表團是喬治亞派出的2014年冬季奧林匹克運動會代表團，共有四名運動員參與兩項目賽事。

## 獎牌
| 隊伍 | 金牌 | 銀牌 | 銅牌 | 總數 |
|      | 0    | 0    | 0    | 0    |

## 外部連結
- Georgia at the 2014 Winter Olympics（页面存档备份，存于）